# Magnistipula sapinii
Magnistipula sapinii là một loài thực vật có hoa trong họ Cám. Loài này được De Wild. mô tả khoa học đầu tiên năm 1911.